# Терехова, Вера Александровна
Вера Александровна Терехова (10 января 1935 — 30 мая 2017) — советский и российский учёный, профессор, доктор экономических наук.

## Биография
Родилась 10 января 1935 года.
В 1953 году после окончания школы поступила в Московский финансовый институт (МФИ, ныне Финансовый университет при Правительстве Российской Федерации), который окончила в 1957 году, получив диплом с отличием; после чего работала в Главном инженерном управлении Государственного комитета по внешним экономическим связям (1958—1961). В 1961 году поступила в аспирантуру МФИ, и после её окончания в 1963 году была оставлена на кафедре бухгалтерского учёта и анализа, где прошла путь от преподавателя кафедры до профессора, защитив на этой кафедре кандидатскую (1965, под руководством профессора А. А. Додонова) и докторскую (1990, «Теория и практика стандартизации учёта затрат на производство на предприятиях машиностроения») диссертации.
В первый период работы на кафедре научные интересы Тереховой сосредоточивались на вопросах организации учётно-аналитической работы в условиях поточной организации производства и его автоматизации на предприятиях машиностроения. На эти темы она опубликовала ряд статей в журналах «Бухгалтерский учёт», «Вестник машиностроения», «Механизация и автоматизация производства», выступала на международных и всесоюзных научно-практических конференциях.
В штате кафедры В. А. Терехова работала с 1964 года. С 1965 года руководила темами хоздоговорных тем, выполнявшихся институтом, за что была награждена двумя медалями ВДНХ СССР. В 1990 году защитила докторскую диссертацию. С сентября 1992 года Вера Александровна являлась профессором кафедры «Бухгалтерский учёт».
Когда в 1993 году в Московской регистрационной палате была зарегистрирована Финансово-экономическая школа, её президентом стала Вера Александровна Терехова (ныне это Негосударственное образовательное частное учреждение высшего профессионального образования «Московский финансово-экономический институт»). С 1994 года она принимала участие в разработке национальных стандартов бухгалтерского учёта, осуществляемой в соответствии с программой реформирования национальной системы бухгалтерского учёта на основе международных стандартов. Читала курсы по бухгалтерскому учёту и аудиту для магистрантов Финансовой академии и для студентов Института международных экономических отношений академии.
Является членом Методического совета Министерства финансов РФ по бухгалтерскому учёту, действительным членом (академиком) Международной академии информатизации, членом специализированных советов по защите докторских и кандидатских диссертаций, а также Ученого совета Финансового университета при Правительстве РФ. Ею подготовлены 11 кандидатов наук и два магистра экономики.
В. А. Терехова является автором более 150 статей, опубликованных в центральных журналах, по проблемам развития и совершенствования бухгалтерского учёта. Ею подготовлен задачник по финансовому учёту в составе авторского коллектива кафедры, выдержавший семь изданий.
Была награждена почетными грамотами Финансового университета и медалью «В память 850-летия Москвы» (1997).
Умерла 30 мая 2017 года в Москве.